# Sumpf-Saftling

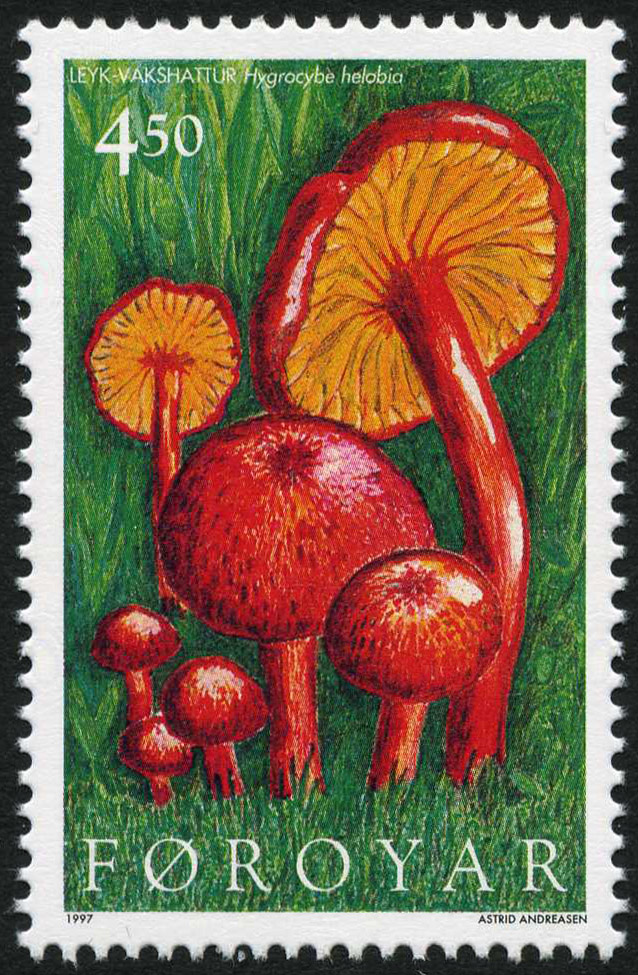
Briefmarke Pilze der Färöer-Inseln: Hygrocybe helobia (Astrid Andreasen, 1997)

Der Sumpf-Saftling (Hygrocybe helobia) ist ein Blätterpilz aus der Familie der Schnecklingsverwandten (Hygrophoraceae). Aufgrund seines Geruches wird er auch als Knoblauch-Saftling bezeichnet.

## Merkmale

### Makroskopie
Der Hut erreicht bis zu 20 mm im Durchmesser. Er ist nicht schmierig, sondern trocken, fein frottéartig filzig-schuppig und hierbei einheitlich rot bis orangerot gefärbt. Bei trockener Witterung können die Hutschüppchen auch gelblich ausblassen und dann etwas heller als der Untergrund gefärbt sein. Der Hutrand ist gewöhnlich ungerieft und kann höchstens ganz am Rand selten etwas gerieft sein.
Die dicklichen, wachsartigen, orangeroten bis gelben Lamellen sind breit angewachsen bis am Stiel herablaufend, selten auch ausgebuchtet angewachsen, zeigen dann aber einen deutlichen, herablaufenden Zahn.
Der Stiel erreicht eine Länge von bis zu 35 mm und eine Breiteum 2–3 mm. Seine Oberfläche ist glatt, matt, trocken und nicht schmierig. Die Färbung ist rot bis orange bei einer häufig etwas helleren Stielbasis.
Das Fleisch ist sehr zerbrechlich.
Der Geruch ist unauffällig. Werden Fruchtkörper längere Zeit in einer Dose verpackt, so kann sich jedoch ein schwacher Knoblauchgeruch entwickeln.

### Anatomie
Die farblosen, inamyloiden, glatten Sporen messen (7,5) 8–10 (11,5) × (4,5) 5–6 (7) µm. Der Länge-Breite-Quotient liegt zwischen 1,2 und 2,0, im Schnitt zwischen 1,5 und 1,8. Die Sporen sind variabel geformt, breit ellipsoid, ellipsoid, angedeutet eiförmig, auch gestreckt ellipsoid, selten auch etwas konkav auf einer Seite, aber nicht median eingeschnürt.
Die Hymenophoraltrama besteht aus langzelligen, parallel verlaufenden Hyphen, deren Zellen zwischen 150 µm und 500 µm lang und 10 µm bis 40 µm breit sind und auffallend ausspitzende Enden aufweisen.
Die Hutdeckschicht ist ein Trichoderm – zumindest in der Hutmitte – zum Hutrand mehr eine Cutis aus parallel zur Oberfläche verlaufenden Hyphen, wobei die Schüppchen aus sich aufrichtenden Hyphenbündeln bestehen. Die Endzellen der Hutdeckschicht sind 75–250 × 10–17 µm groß.

## Verbreitung und Ökologie
Der Sumpf-Saftling ist in Europa weit verbreitet, zeigt hierbei eine ozeanische bis subozeanische Verbreitung und wird dementsprechend Osteuropa hin immer seltener. Er bevorzugt Offenlandhabitate, hierbei insbesondere magere Feuchtwiesen, insbesondere Übergangsbereiche zwischen Streuwiesen und Hochmooren, die bereits deutlich vernässt sind. Auch Klein- und Großseggenriede zählen zu den potentiellen Habitaten.

## Abgrenzung zu ähnlichen Arten
Der Sumpf-Saftling sieht makroskopisch Saftlingen aus der Sektion Hygrocybe sect. Squamulosae sehr ähnlich und kann im Gelände daher kaum sicher angesprochen werden – das auffallend brüchige Fleisch und die gerne intensiv roten Farben sind jedoch Bestimmungsindizien. Die Arten der Sektion Hygrocybe sect. Squamulosae zeigen wie der Sumpf-Saftling die typisch frottéartig-schuppigen Hüte. Die Lamellentrama der Vertreter dieser Sektion haben aber alle eine aus auffallend kurzzelligen Hyphen und nicht so regulär aus parallel verlaufenden Hyphen aufgebaute Lamellentrama. Die Kombination aus langzelligen Lamellentramahyphen und den frottéartig-schuppigen Hüten macht den Sumpfsaftling unverwechselbar, wenn man die Anatomie der Lamellen mit Hilfe eines Mikroskops überprüft.

## Bedeutung
Der Sumpf-Saftling ist ein schützenswerter Offenlandbewohner, der im Bestand z. B. durch Stickstoffeintrag gefährdet ist. In der Roten Liste Deutschlands wird er unter Kategorie G („Gefährdung unbekannten Ausmaßes“) geführt, in der Roten Liste Österreichs als Kategorie 3 (gefährdet). In Deutschland ist der Sumpf-Saftling wie alle Vertreter der Saftlinge (Gattung Hygrocybe) gesetzlich geschützt und darf nicht gesammelt werden.